# Dlažkovice (zámek)
Dlažkovice jsou zámek ve stejnojmenné vesnici nedaleko Třebenic v okrese Litoměřice. Postaven byl na místě starší tvrze okolo roku 1673, ale dochovaná podoba pochází z barokní přestavby provedené v letech 1713–1717. Je chráněn jako kulturní památka ČR. Od roku 1952 je v zámku dětský domov.

## Historie
Starším panským sídlem v Dlažkovicích byla tvrz, která se v pramenech objevuje poprvé v roce 1630. Tehdy vesnice patřila k panství Bílého Újezdu. Roku 1648 se majitelkou statku stala Zbyňka Polyxena Bezdružická z Kolovrat, která se provdala nejprve za Kryštofa z Winterfeldu a poté za Karla Kaplíře ze Sulevic.
Vesnice však zůstala v držení rodu Winterfeldů, protože v roce 1667 ji Kryštof Václav z Winterfeldu prodal Františku Edmundu Putzovi z Adlersthurnu, který byl správcem horních měst. Ten nechal asi v roce 1673 tvrz podle projektu litoměřického architekta Giulia Broggia přestavět na barokní zámek. Putzovým dědicem se stal jeho bratr Jan Ignác Putz, za kterého byl v letech 1713–1717 zámek rozšířen stavitelem Octaviem Broggiem.
Novou majitelkou se stala Ignácova mladší dcera Marie Anna Putzová, díky níž Dlažkovice sňatkem získal Ferdinand Hrzán z Harasova, kterému patřila Skalka. V roce 1731 panství koupil hrabě Hatzfeld, který v okolí zahájil těžbu pyropů ve velkém množství. Hatzfeldovým potomkům zámek patřil až do roku 1796, kdy jejich rod vymřel, a panství zdědil Hugo Damián Ervín ze Schönbornu. Nechal zbořit hospodářské zázemí a na jejich místě nechal založit anglický park. Zároveň bylo v empírovém slohu rozšířeno zahradní průčelí. Jeho rodina panství vlastnila až do pozemkové reformy roku 1924. Potom jim zůstal pouze zámek.

## Stavební podoba

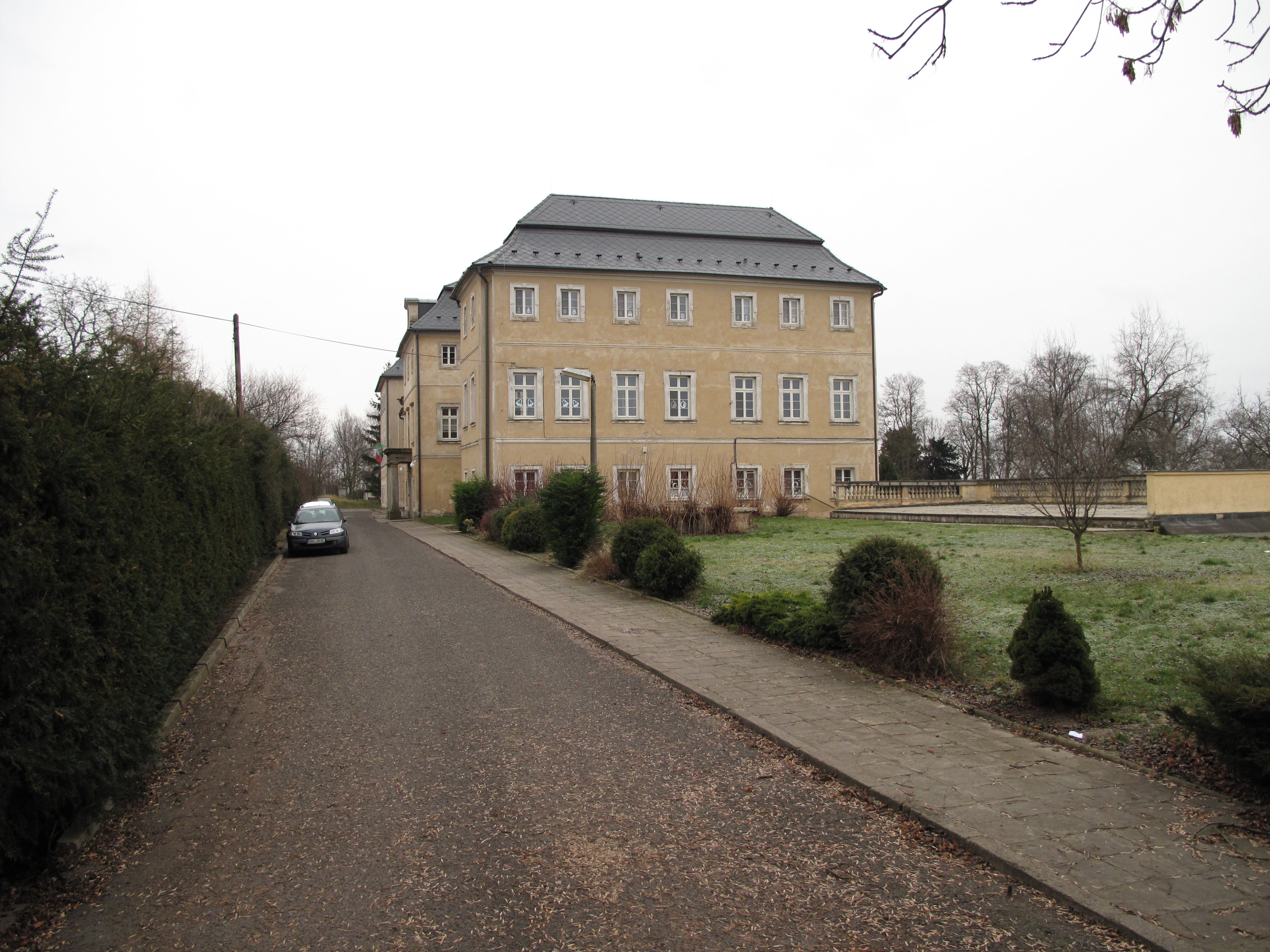
Západní průčelí

Zámek stojí ve svahu, takže hlavní severní průčelí je jednopatrové až dvoupatrové, zatímco zahradní průčelí má dvě až čtyři patra. Podélnou budovu zámku zdůrazňují dva mohutné boční rizality, které předstupují před hlavní i zahradní průčelí. Ve východním rizalitu se nachází portál s diagonálními pilastry a balkonem, nad kterým je vyveden štukový znak. Před zahradní průčelí vystupuje čtyřpatrový rizalit s vysokými pilastry, které opticky propojují dvě patra. Jeho obdélná okna zdobí rokokové supraporty a podokenní pole. Součástí zámku je sala terrena se zrcadlovou klenbou s lunetami.